# Walter von Siebenthal
Walter H. von Siebenthal, född 6 juni 1899 i Genève, död i september 1958, var en schweizisk ishockeyspelare. Han var med i det schweiziska ishockeylandslaget som kom på delad sjunde plats i de olympiska vinterspelen 1924 i Chamonix.